# Ángel Oliveros
Pour les articles homonymes, voir Oliveros.
Ángel Oliveros Jiménez, né le 27 octobre 1941 à Alcalá de Guadaíra (province de Séville, Espagne) et mort le 1er avril 2017 dans cette ville, est un footballeur espagnol qui jouait au poste de milieu de terrain.

## Carrière
Ángel Oliveros débute en première division espagnole avec le Séville FC lors de la saison 1961-1962 (il joue six matchs et marque trois buts). Il reste au Séville FC jusqu'en 1967 (soit un total de six saisons).
En 1967, il rejoint le FC Barcelone, avec qui il gagne la Coupe d'Espagne et participe à la Coupe des villes de foires. Avec Barcelone, il joue un total de 13 matchs de championnat et marque quatre buts.
Lors de la saison 1968-1969, il rejoint le Real Saragosse où il reste jusqu'en 1972. En 1972, il est recruté par le Grenade CF, où il joue deux saisons avant de mettre un terme à sa carrière.

## Palmarès
Avec le FC Barcelone :
- Vainqueur de la Coupe d'Espagne en 1968